# Les noces del monsó
Les noces del monsó (títol original: Monsoon Wedding) és una pel·lícula de 2001 dirigida per Mira Nair. Conta cinc històries interconnectades que exploren diferents aspectes de l'amor i creuen les fronteres geogràfiques, socials i morals. Ha estat doblada al català
A Delhi, l'Índia, una família d'origen panjabi es prepara per a unes noces a la qual arriben parents i amics de tot el món. Durant els dies que dura les noces acabaran apareixent les esperances, els temors i els secrets més amagats de la família, entre ells una història d'abús sexual.

## Argument
A la família Verma que resideix a Delhi, es prepara, amb tot l'estrès que implica, el matrimoni de la filla Aditi (Vasundhara Das) amb un home, Hemant Rai (Parvin Dabas), que li és desconegut. La família al complet és convidada: arriben tant d'Austràlia com de Houston. Ara bé, Aditi ha mantingut una relació amb un presentador de televisió conegut a l'Índia, anomenat Vikram. El vespre del casament decideix d'anar a trobar-ho però s'atura pels bons costums. Decideix de confiar l'afer al seu promès que, després d'un instant de còlera, s'esforça d'oblidar amb ella.
Al mateix temps, es presencien altres intrigues enredades, sobretot amb PK Dubey (Vijay Raaz), organitzador del casament, que s'enamora d'Alice (Tilotama Shome), la criada dels Verma. Aquesta última sembla haver-se convertit al catolicisme per sortir de la seva casta (probablement intocable).
El film tracta també d'un tema tabú a l'Índia que és l'incest: en efecte, una neboda, Ria, revela les actuacions desvergonyides d'un membre de la família. Aquest últim serà finalment exclòs del casament.

## Repartiment
- Naseeruddin Shah: Lalit Verma
- Lillete Dubey: Pimmi Verma
- Shefali Shetty: Ria Verma
- Vijay Raaz: Parabatlal Kanhaiyalal 'P.K.' Dubey
- Tilotama Shome: Alice
- Vasundhara Das: Aditi Verma
- Parvin Dabas: Hemant Raig
- Kulbhushan Kharbanda: C.L. Chadha
- Kamini Khanna: Shashi Chadha
- Rajat Kapoor: Tej Puri
- Neha Dubey: Ayesha Verma
- Kemaya Kidwai: Aliya Verma
- Ishaan Nair: Varun Verma
- Randeep Hooda: Rahul Chadha
- Roshan Seth: Mohan Rai

## Al voltant de la pel·lícula
- Mira Nair és la segona realitzadora índia premiada en la Mostra de Venècia.[2]
- Les noces del monsó ha estat nominada per al Globus d'Or a la millor pel·lícula de parla no anglesa.
- Les noces del monsó va ser presentada a la categoria « Mercat del Film » al Festival de Canes.
- No es tracta d'un film de Bollywood pròpiament dit, tot i que en té alguns trets com la música, la dansa, els colors.
- Les noces del monsó ha estat feta en 80 dies, dels quals 30 de rodatge, amb molts actors desconeguts.
- Ha inspirat una comèdia musical, feta a Broadway l'abril de 2014.[3]

## Premis i nominacions

### Premis
- Independent Spirit: Premi dels Productors (ex aequo) (2005)
- British Independent Film Awards (BIFA): Millor pel·lícula ind. en llengua no anglesa (2002)

### Nominacions
- Nominada als Premis BAFTA a la millor pel·lícula de parla no anglesa.
- Nominada als Globus d'or a la millor pel·lícula de parla estrangera.
- Premiada amb el Lleó d'Or el 2001 a la millor pel·lícula.
- Nominada a Critics' Choice Awards: Millor pel·lícula de parla no anglesa (2002)

## Crítica
- "Per gaudir-la, vibrant... Mira Nair (Kamasutra) fa el seu més bell treball"[4]
- "Una pura delícia (...) com a les millors festes no vols que acabi mai. (...) Una comèdia dramàtica que evoca els millors treballs de Robert Altman."[5]